# Armeria arenaria subsp. segoviensis
Las candelas (Armeria arenaria ssp. segoviensis) son plantas del género Armeria.

## Descripción
Planta perenne. Tallos simples y sin hojas, de hasta casi 60 cm de altura, erectos. Hojas de hasta 15 cm de longitud, dispuestas en densas rosetas basales, lineares o linear-lanceoladas, planas o las internas algo canaliculadas. Flores dispuestas en cabezuelas con involucro cuyas brácteas externas acaban en una punta larga que supera en ocasiones a la cabezuela, con una membrana tubular de 25-60(-65) mm que rodea el tallo bajo el involucro; las flores son blancas o levemente rosadas; cáliz tubular, con la porción superior membranosa que remata en 5 aristas; corola con 5 pétalos soldados en la base, de color rosa pálido. Fruto en forma de huso, con una sola semilla, incluido en el cáliz. Florece en primavera y verano.

## Distribución y hábitat
Se trata de una planta endémica del Sistema Central y Sierra Morena, en España. Relativamente frecuentes en los prados más secos de Gredos, en altitudes medias, aunque a veces asciende hasta 1.700 m. Esta planta forma agrupaciones frecuentes, en matorrales y pedregales arenosos o pastos y herbazales.

## Taxonomía
Armeria arenaria subsp. segoviensis fue descrita por (Gand. ex Bernis) Nieto Fel. y publicado en Anales Jard. Bot. Madrid 44: 340 1987.
Etimología
Armeria: nombre genérico que proviene del francés antiguo armerie, armorie, armoire = "cierto tipo de clavel", según algunos autores Dianthus armeria. Al parecer, fue Clusio el primer botánico que llamó a alguna de estas plumbagináceas “Armerius montanus...”
arenaria: epíteto latíno que significa "relativo a la arena".
segoviensis: epíteto geográfico que alude a su localización en Segovia.
Sinonimia
- Armeria duriensis subsp. oretana (Bernis) Franco
- Armeria maritima var. segoviensis Gand. ex Bernis	[6]

## Nombre común
- Castellano: gazón, patita.[7]